# Condado de Lane (Oregón)
El condado de Lane es un condado en el estado de Oregón de los Estados Unidos. El condado fue llamado en honor a Joseph Lane, el primer gobernador territorial y un vehemente defensor de la esclavitud durante la era antebellum. En el año 2000, la población era de 322.959 habitantes. La sede del condado es Eugene.

## Economía
Aunque el 90 % del condado de Lane es bosque, Eugene y Springfield constituyen el segundo espacio urbano más grande de Oregón. El Servicio de Bosques de los Estados Unidos es el dueño del 48 % de las tierras del condado.
Históricamente, la economía del condado de Lane ha estado basada en la madera y la agricultura. La agricultura es importante por el suelo fértil y el clima moderado que existe en el valle de Willamette, haciendo de este valle una de las áreas agrícolas más productivas del país. Sin embargo, con las reducciones en la recogida de madera, y la continua presión del crecimiento de la población en muchas áreas agrícolas, esto ha pasado a tener menos importancia en el desarrollo económico del condado.
Se pronostica que el crecimiento en las próximas décadas se alejará de estas dos actividades hacia los servicios, la fabricación de material para el transporte, la impresión y la publicación, y la alta tecnología. Un importante fabricante de autocaravanas, Monaco Coach, tiene su sede central en Coburg, y una de las cuatro plantas de fabricación. Otro activo económico importante es la Universidad de Oregón en Eugene. Por último, con el acceso a las montañas y la costa de Oregón, el turismo contribuye notablemente a la economía del condado.

## Geografía

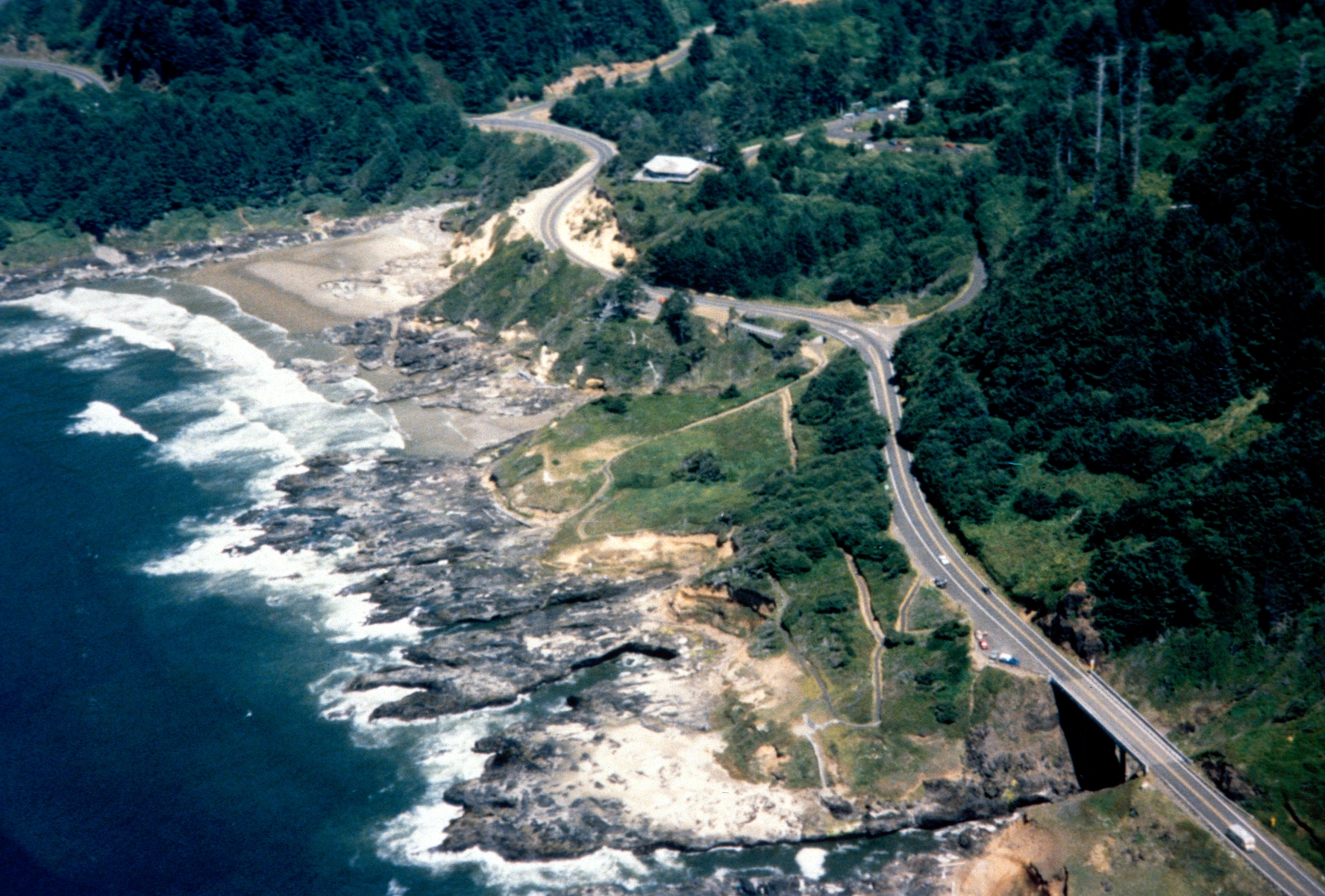
El cabo Perpetua en la costa del condado de Lane.

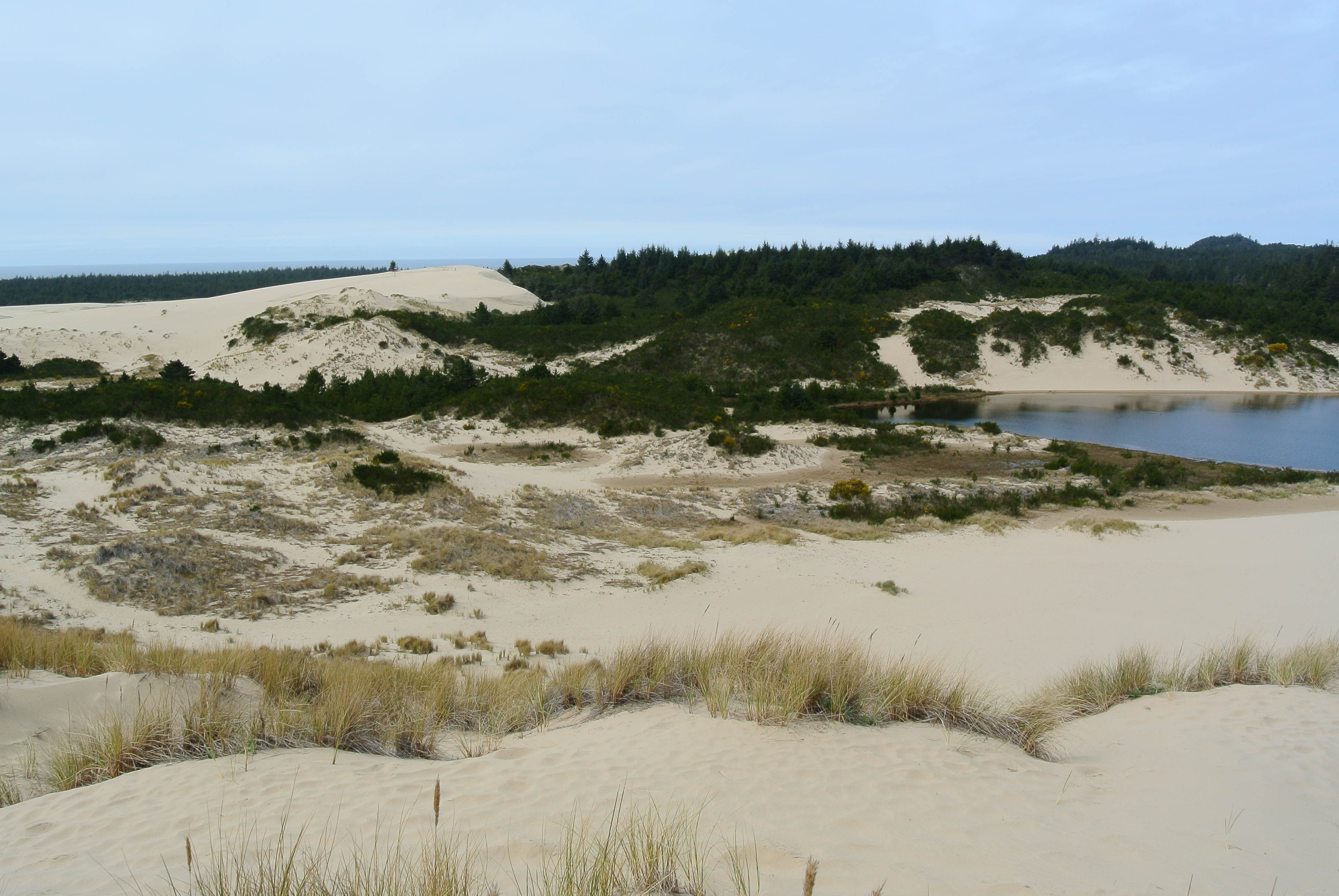
Dunas, selva, lago y océano al sur de Florence

Según la Oficina del Censo de EE. UU., el condado tiene una superficie total de 12.229 km². 11.795 km² corresponden a tierra y 435 km² (3.55%) a agua.

### Condados adyacentes
- Condado de Lincoln (Oregón) - (noroeste)
- Condado de Benton (Oregón) - (norte)
- Condado de Linn (Oregón) - (nordeste)
- Condado de Douglas (Oregón) - (sur)
- Condado de Deschutes (Oregón) - (este)
- Condado de Klamath (Oregón) - (sudeste)

## Demografía
Según el censo de población de 2000, había 322.959 habitantes, 130.453 hogares, y 82.185 familias residiendo en el condado. La densidad de población era de 27 hab/km². Había 138.946 viviendas con una densidad media de 12 viviendas/km². La composición racial del condado era del 90,64% blancos, el 0,78% negros o afroamericanos, el 1,13% Americanos nativos, el 2,00% asiáticos, el 0.19% de las islas del Pacífico, el 1,95% de otras razas, y el 3,32% de dos o más razas. El 4,61% de la población eran hispanos o latinos de cualquier raza.
Había 130.453 hogares de los cuales el 28,50% tenían niños menores de 18 años viviendo en ellos, el 48,90% eran parejas casadas viviendo juntas, el 10,00% tenían una mujer sin marido, y el 37,00% no eran familias. El 26,60% de todos los hogares estaban formados por una única persona y en el 9.10% vivía alguien solo de 65 años o más. El tamaño medio de los hogares era de 2,42 y el tamaño medio de la familia de 2,92.
En el condado, la población estaba compuesta por el 22,90% menores de 18 años, el 12,00% de 18 a 24, el 27,50% de 25 a 44, el 24,40% de 45 a 64, y el 13,30% de 65 años o más. La media de edad era de 37 años. Por cada 100 mujeres había 96,90 hombres. Por cada 100 mujeres de 18 años o más, había 94,70 hombres.
Los ingresos medios de un hogar en el condado eran 36.942$, y los ingresos medios de una familia eran 45.111$. Los hombres tenían unos ingresos medios de 34.358$, mientras que las mujeres de 25.103$. La renta per cápita del condado era 19.681$. Alrededor del 9,00% de las familias y el 14,40% de la población estaban por debajo del umbral de pobreza, incluyendo el 16,10% de éstos menores de 18 años y el 7,50% de éstos de 65 años o más.

## Historia
El condado de Lane fue fundado el 29 de enero de 1851. Fue creado con la parte del sur del condado de Linn y una porción del condado de Benton al este del condado de Umpqua. Originalmente cubría toda la parte sur de Oregón al este de las Montañas Rocosas y al sur hasta la frontera con California. Cuando la Legislatura Territorial creó el condado de Lane, no designó una sede de condado. En la elección de 1853 cuatro sitios compitieron por la designación, de los cuales la "Mulligan donation" recibió la mayoría de los votos; no obstante, como quedó poco delante del "Skinner claim" ambos se convirtieron en parte de la nueva sede del condado conocida como Eugene.
Ha sido enormemente reducido desde su tamaño original por varios cambios de límites. Uno de los primeros cambios le dio acceso al océano Pacífico cuando adquirió la parte norte del condado de Umpqua en 1853. Con la creación del condado de Wasco en 1854, perdió todos sus territorios al este de las Montañas Cascade. Ocurrieron cambios menores en los límites con el condado de Douglas en 1852, 1885, 1903, 1915, y 1917; con el condado de Linn en 1907; y con el condado de Benton en 1923.

## Localidades

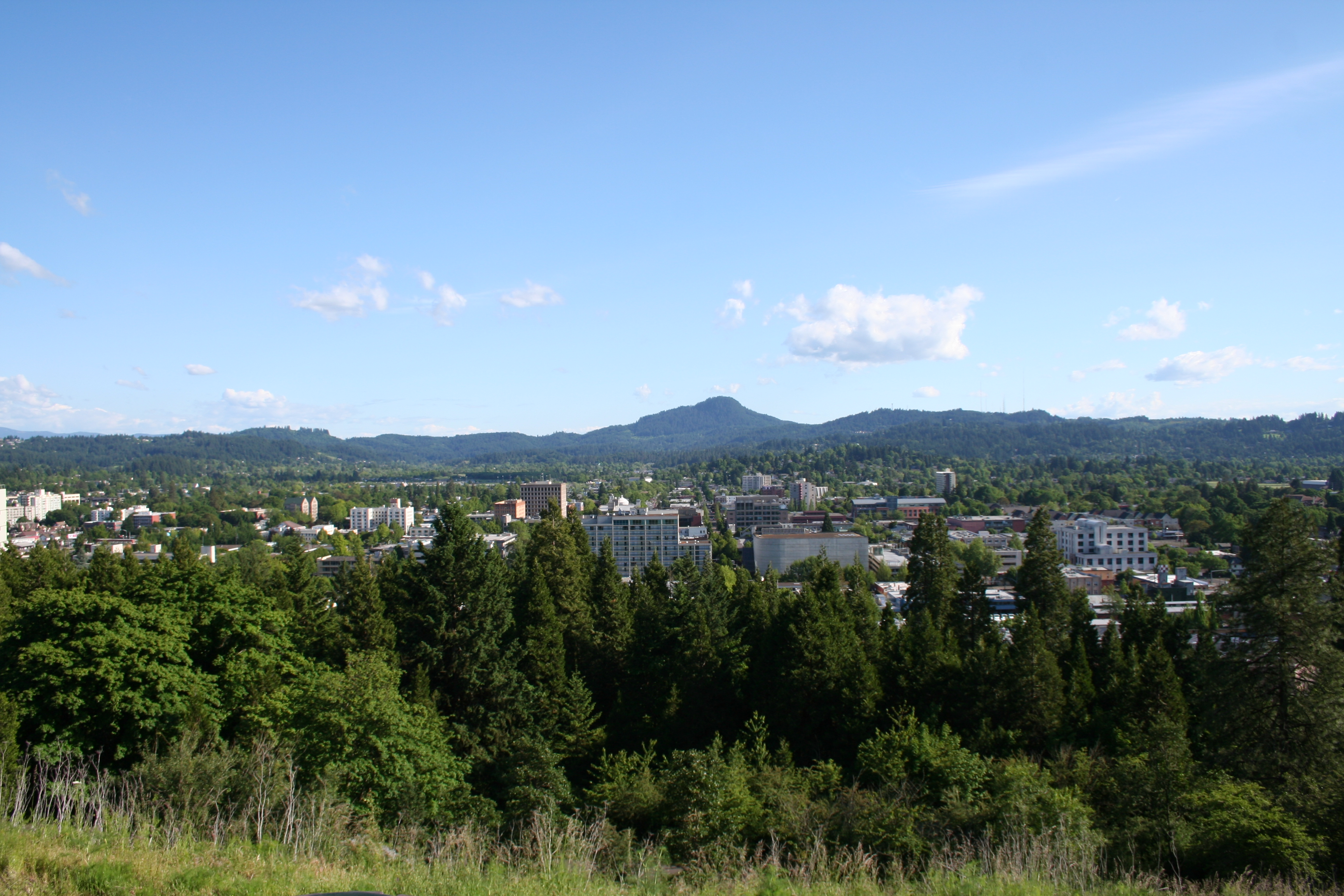
Eugene

### Comunidades incorporadas
| - Coburg - Cottage Grove - Creswell - Dunes City | - Eugene - Florence - Junction City - Lowell | - Oakridge - Springfield - Veneta - Westfir |

### Comunidades no incorporadas
| - Alvadore - Cheshire - Crow - Deadwood - Dexter - Dorena | - Elmira - Fall Creek - Finn Rock - Goshen - Greenleaf - Jasper | - Leaburg - Mapleton - Marcola - McKenzie Bridge - Nimrod - Noti | - Pleasant Hill - Rainbow - Swisshome - Triangle Lake - Vida - Walden | - Walterville - Walton - Wendling |